# Cossiers de Son Sardina
Els cossiers de Son Sardina són un grup de cossiers de la barriada de Son Sardina que ballen per les festes patronals de la localitat, el dia de la Mare de Déu de Setembre (8 de setembre). A diferència dels cossiers de la resta de viles, els cossiers de Son Sardina no suposen la recuperació d'una antiga tradició estroncada, ans d'una creació de bell nou. Els cossiers de Son Sardina també destaquen per la particularitat que tots els dansaires són dones.
La iniciativa sortí de Francesc Vallcaneras, que engrescà un grup de joves sardineres de l'Escola de Ball de Bot i, inspirat en els vestits, els balls i les tonades d'altres pobles, forjaren una tradició pròpia de cossiers, que ballà per primera vegada el dia del Corpus de l'any 1981; anys més tard començaren a ballar també pel dia de la patrona, i d'ençà del 2004-2005 sols ballen per les festes patronals. Duen a terme un ball dins l'església, un ball a la plaça de l'església amb el dimoni i acaben acompanyant les canyes fins al lloc on es duen a terme les tradicionals carreres de joies. El 2001 incorporaren la figura del dimoni.
Els cossiers de Son Sardina tenen quatre balls. El ball de l'Oferta és inspirat en la tonada de la Balanguera dels cossiers de Manacor i és el primer ball que ballaren, pel Corpus de 1981. El ball de Defora l'estrenaren el 2001, i el 2019 estrenaren dos balls més, el ball del Cós i el ball del Vuit.